# Эмери, Пьер
Пьер Эмери (фр. Pierre Emery; 1764—?) — французский военный деятель, командир батальона (1803 год), шевалье (1810 год), участник революционных и наполеоновских войн.

## Биография
Родился в семье винодела Клода Эмери (фр. Claude Emery; 1727—) и его супруги Рене Белен (фр. Reyne Belin;1722—). Начал службу 22 марта 1782 года солдатом в Беарнском пехотном полку. 22 марта 1790 года получил отпуск по старшинству и 16 апреля вступил в оплачиваемую национальную гвардию Парижа, и служил в ней до 8 мая 1791 года. 1 сентября 1791 года зачислен во 2-й батальон волонтёров Кот-д’Ора и 8 ноября избран сержантом. 23 мая 1792 года у Филиппвиля был ранен пулей в левую пятку. 22 октября 1792 года произведён в младшие лейтенанты. Отличился в ходе осады Тулона и 15 декабря 1793 года был избран сослуживцами капитаном штаба. 17 декабря был ранен в обе ноги при штурме Тулона. 5 апреля 1794 года стал капитаном. 15 апреля 1794 года его батальон влился в состав 117-й полубригады. 16 марта 1796 года, в ходе второй амальгамы, 117-я полубригада стала частью 75-й полубригады линейной пехоты. Служил под началом Бонапарта в Итальянской и Восточной армиях. 15 апреля 1796 года способствовал успеху французов при Дего и был ранен пулей в левую ногу. 5 ноября 1796 года был вновь ранен в правую ногу при переправе через Бренту. 16 ноября получил новые ранения при Арколе: пулевые в левую руку и левое бедро. В ходе Египетской кампании Эмери вновь сумел себя проявить. При осаде Акры получил травму носа и подбородка. 12 апреля 1800 года при блокаде Каира получил пулю, которая вошла через лабиринт левого уха и вышла через затылок; наконец, 8 марта 1801 года, при высадке англичан у Абукира, где он получил ранение в верхнюю часть головы. После поражение французов в Египте, в 1801 году вернулся во Францию и 21 января 1802 года был награждён Первым консулом почётной саблей. 6 января 1803 года получил звание командира батальона и продолжил службу в 75-й линейной. С 29 августа 1803 года 75-я входила в состав пехотной дивизии Леграна в лагере Сент-Омер. Служил под началом полковника Люилье и в составе 4-го армейского корпуса маршала Сульта Великой Армии принимал участие в кампаниях 1805-07 годов. Отличился при Аустерлице и Гофе. 8 февраля 1807 года при Эйлау был тяжело ранен в правую ногу картечью. 9 июля 1808 года 75-й линейный был выведен из состава дивизии Леграна и направлен в Испанию. Вновь отличился 28 июля 1809 года при Талавере, где получил пулевое ранение, в результате которого у него была сломана правая височная кость и он потерял глаз. 28 февраля 1811 года был вынужден выйти в отставку.

## Титулы
- Шевалье Эмери и Империи (фр. chevalier Emery et de l'Empire; патент подтверждён 19 сентября 1810 года в Сен-Клу)[2][3].

## Награды
- Почётная сабля (21 января 1802 года)

 Легионер ордена Почётного легиона (24 сентября 1803 года)
 Офицер ордена Почётного легиона (14 июня 1804 года)